# 囀り石

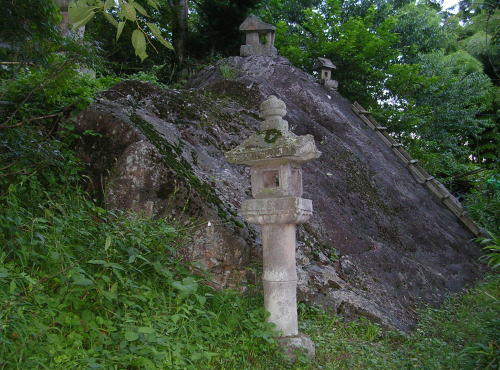
囀り石

囀り石、囀石（さえずりいし）は、群馬県の文化財である大きさ約4メートルの巨石。しゃべり石ともいう。
所在地は吾妻郡中之条町大道。名前の由来は、かつてこの石が言葉を発したという妖怪伝説による。

## 伝承
その昔、親の仇を探して旅をしていた男がこの地を通りかかり、この石を寝床として一夜を明かすことにした。
夜中、男は人の話し声で目を覚ました。耳を澄ますと、声はなんと石の中から聞こえていた。しかも話の内容は男の目指す仇のことであり、その仇の居場所まで話していた。男はこれぞ神仏の助けと信じ、その場所へ赴き、見事に仇をとることができた。
その後もこの石は幾度も声を発し、人々の役に立つことを話したので、土地の者は石の神としてこの石を祀った。しかしあるとき、この石の近くを訪れた旅人が石の声を聞き、驚いて石の角を刀で斬りつけてしまった。以来、この石が声を出すことはなくなったという。破片が飛んだ先が中之条町蟻河の割石の由来とされている。